# Günther Nenning

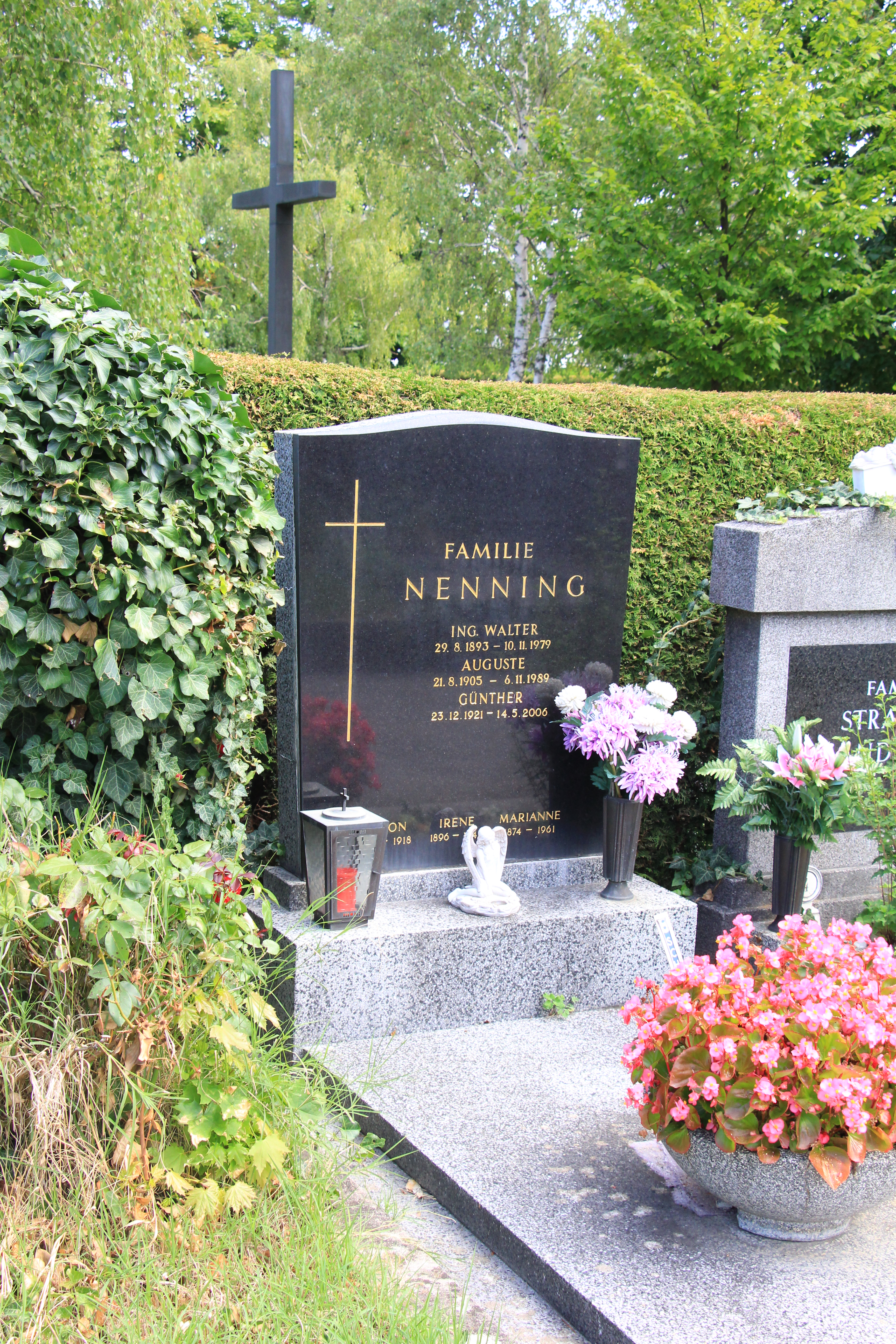
Familiengrab von Günther Nenning auf dem Friedhof Mödling (2017)

Günther Nenning (* 23. Dezember 1921 in Wien; † 14. Mai 2006 in Waidring, Tirol) war ein österreichischer Journalist, Autor, politischer Aktivist und Religionswissenschaftler.

## Leben
Nach der Matura am Gymnasium Stubenbastei leistete Nenning im Zweiten Weltkrieg ab 1940 fünf Jahre Kriegsdienst. Nach Kriegsende wurde er von der Roten Armee gefangen genommen und kam danach in US-amerikanische Kriegsgefangenschaft. Er wurde aber bald wieder unter der Bedingung entlassen, die US-amerikanische Besatzungszone nicht zu verlassen. In Graz studierte er Sprachwissenschaft sowie Religionswissenschaft und promovierte 1949 zum Dr. phil. und 1959 zum Dr. rer. pol.
Günther Nenning starb in der Nacht des 14. Mai 2006 in seiner Wahlheimat Tirol an Altersschwäche und den Spätfolgen eines Sturzes. Er wurde in einem Familiengrab auf dem Friedhof Mödling begraben.

## Journalismus
Bereits während des Studiums begann er seine journalistische Karriere, zunächst als Journalist, später als stellvertretender Chefredakteur der Grazer sozialistischen Tageszeitung Neue Zeit. 1958 wechselte er als Redakteur zur Kulturzeitschrift FORVM nach Wien. 1959 wurde er deren Mitherausgeber.

„Der konservative Torberg hat sich gesagt, eine österreichische Zeitschrift braucht an Roten; und des war i.“

1965 übernahm er deren Leitung und löste Friedrich Torberg als Eigentümer und Chefredakteur ab. Auf Verlangen seines Vorgängers änderte er den Titel der Zeitschrift in NEUES FORVM. Als er in dieser Zeitschrift Textausschnitte des Marquis de Sade veröffentlichte, erlegte das Innenministerium, gestützt auf das sogenannte Schmutz- und Schundgesetz, der Zeitschrift Verbreitungsbeschränkungen auf, wogegen Nenning Beschwerde beim Verfassungsgerichtshof erhob. Dieser sah in diesen Beschränkungen zensurartige Maßnahmen und hob diese daher auf.
1970 verkaufte Nenning den Verlag der Zeitschrift an einen „Verein der Redakteure und Angestellten des Neuen FORVM“, dessen Vorsitzende zuerst Trautl Brandstaller, dann Lutz Holzinger und schließlich Adalbert Krims waren, dem er unentgeltlich, aber widerruflich – mit der Bedingung, dass er Geschäftsführer des Verlages und geschäftsführender Chefredakteur des Blattes blieb – die Nutzung des Titels erlaubte. 1971–1973 war er Zustellungsbevollmächtigter eines „Volksbegehren zur Auflösung des österreichischen Bundesheeres“, das auf einer Idee von Wilfried Daim beruhte, publizistisch ausschließlich vom FORVM getragen wurde, über die Einleitungsphase nicht hinauskam, aber als Nachholung der – in Österreich relativ schwachen – 1968er-Bewegung gilt. 1973 gründete er eine Jugendzeitschrift Neue Freie Presse, die er jedoch 1975 aufgrund rechtlicher und finanzieller Probleme einstellen musste. Seit den frühen 1970er Jahren schrieb er als Kolumnist unter anderem für das Profil und die Kronen Zeitung.
Im FORVM erschienen unter Nennings Leitung, neben vielen anderen, Artikel von Elias Canetti, Simone de Beauvoir und Herbert Marcuse. Günther Nenning arbeitete damals in der Redaktion etwa mit Trautl Brandstaller, Ilse Maria Aschner, Adalbert Krims, Lutz Holzinger, Wilhelm Zobl, Paul Kruntorad, Heidi Pataki, Friedrich Geyrhofer, Michael Siegert und Gerhard Oberschlick zusammen, der die Zeitschrift 1986 erwarb und bis 1995 als Printversion, ab dem Jahr 2000 als rudimentäre Onlineversion weiterführt.
Nachdem er der sozialistischen Fraktion des Österreichischen Gewerkschaftsbundes (ÖGB) beigetreten war, wurde er 1960 zum Vorsitzenden der Gewerkschaftssektion Journalisten und zum Vizepräsidenten der Gewerkschaft Kunst, Medien und Freie Berufe (KMFB) gewählt. Aufgrund von Vorwürfen, er plane die Gründung einer eigenen Mediengewerkschaft, wurde er 1985 aus dem ÖGB ausgeschlossen. Nenning selbst vermutete allerdings, dass der eigentliche Grund für seinen Ausschluss sein Engagement gegen den Bau des Donaukraftwerks Hainburg und die dortige Au-Besetzung war. Hunderte Journalisten traten daraufhin aus Protest aus dem ÖGB aus. 1990 rehabilitierte man ihn vollständig. Im Jahr 2000 wurde Nenning für seine 50-jährige Mitgliedschaft geehrt.
1977 gründete Nenning zusammen mit Wolf In der Maur den Österreichischen Journalisten Club (ÖJC).

## Politik
Nenning bezeichnete sich selbst als „Rot-Grün-Hellschwarzen“. Er nahm 1964 an den Protesten für eine österreichische Medienreform teil, in den frühen 1970er Jahren an den Protesten gegen den Vietnamkrieg und 1978 an den Protesten gegen das geplante Kernkraftwerk Zwentendorf. Im Mai 1969 gründete er die Österreichisch-Kubanische Gesellschaft und war von 1969 bis 1975 deren erster Präsident.
1984 übernahm er eine führende Rolle bei den Protesten gegen das geplante Donaukraftwerk bei Hainburg sowie bei der Besetzung der Hainburger Au. Im Vorfeld war Nenning einer der Teilnehmer der Pressekonferenz der Tiere und trat dabei als „roter Auhirsch“ auf, wobei er ein Hirschgeweih auf dem Kopf trug. Der Beiname „Auhirsch“ blieb Nenning auch später erhalten. Nenning war einer der Mentoren der österreichischen Grünen in deren Gründungsphase. Seine Vorbereitungshandlungen für die Gründung der grünen Partei und ökologisch motivierte Kritik an sozialistischen Nationalratsabgeordneten führten 1985 zu seinem Ausschluss aus der Sozialistischen Partei Österreichs. Nur einen Monat später trat Nenning den Schweizer Sozialdemokraten bei.
Er setzte sich für die Frauenrechte ein und bezeichnete sich selbst als „überzeugten Feministen“. Nenning bezeichnete sich auch als Nationalösterreicher und Kulturdeutschen, sowie, ähnlich, die Österreicher als „nach Geschichte und Sprache kulturdeutsch und österreichischnational“.
Der letzte Abschnitt seines politischen Lebens gehörte dem österreichischen Boulevard-Blatt Kronen Zeitung, in der er eine regierungskritische, ökologische und nationalpopulistische Linie vertrat. Weiters orientierte er sich zunehmend in Richtung des Monarchismus (diesbezüglich sprach er von sich selbst als „rosaroter Monarchist“) und der EU-Gegnerschaft.
2003 wurde Günther Nenning eingeladen, das 6. Europa-Symposium Kaisersteinbruch mit einer Festansprache zu eröffnen. „Ich gratuliere Kaisersteinbruch zu der Energie, mit der es seinen Aufstieg bewerkstelligt … So wie wir alle Europäer sind, so sind wir auch ‚Kaisersteinbrucher‘, wir sind zugleich Kleinbürger in unseren einzelnen Gemeinden…“

## Bücher und Fernsehen
Günther Nenning war ein produktiver Autor, bereits 1973 veröffentlichte er eine umfangreiche Biographie über Carl Grünberg. Er führte auch Regie bei zwei Fernsehfilmen und einer Dokumentation des österreichischen Fernsehens. Im Wiener Volkstheater stand er als Kaiser Franz Joseph auch auf der Bühne. Neben anderen Sendungen moderierte Nenning die ORF-Sendung Club 2, dessen Vorgänger-Sendung Forumgespräche und die ARD-Talkshow 3 nach 9 bei Radio Bremen. Für diese Sendung, in der Nenning Anfang der 1980er Jahre als Gastgeber und Moderator fungierte, bekam er 1984 die „Saure Gurke“ überreicht, da er die überzeugte Frauenrechtlerin Gerlinde Schilcher und den Zuhälter Karl-Heinz Germersdorf in ein Studio setzte und diese sich während der gesamten Sendung verbissen anschrien. Schilcher kippte Germersdorf nach einer Beleidigung sogar Wein übers Hemd und verließ lauthals fluchend das Studio.
Als der ORF seinen Vorschlag zu einer Club-2-Sendung mit dem Vorsitzenden der rechtsextremen Partei Die Republikaner, Franz Schönhuber, einem ehemaligen SS-Mann, ablehnte, veranstaltete Nenning am 24. März 1988 selbst einen Ersatz-Club-2 für Spiegel TV, dessen Leitung damals bei Stefan Aust lag, auf dem Bodenseeschiff Vorarlberg. Am Tag zuvor äußerte Nenning, wie so oft in seiner von ihm bekannten Art provozierender Statements, beim Redaktionsfrühstück: „Nation ist gut, Sozialismus ist gut. Warum soll denn dann der Nationalsozialismus schlecht sein?“. Diesen Gedanken verwendete er später noch mehrmals in jeweils elaborierteren Fassungen, z. B.: „Wenn jemand sagt, Nation ist gut, Sozialismus ist gut, wie gut muss erst Nationalsozialismus sein – so kriegt er als erstes eine demokratisch-gewaltlose Diskussionswatsche, um klarzustellen, dass ich Antifaschist bin. Und als nächstes sage ich: wer Zweimal zwei ist vier sagt, sagt was Richtiges.“
Für das Jubiläumsjahr der Republik Österreich 2005 gab er ein 21 Bände umfassendes Sammelwerk mit Texten österreichischer Autoren seit 1945 unter dem Titel Landvermessung, vormals „Austrokoffer“, heraus. In der Planungsphase gab es Auseinandersetzungen mit rund 50 österreichischen Autoren, die aus unterschiedlichen Gründen ihre Texte nicht für den „Koffer“ zur Verfügung stellen wollten. „Schlimmer als nicht gedruckt zu werden ist, von Nenning herausgegeben zu werden“, meinte Michael Scharang.
Seine mehr als 12000 Medien (260 laufende Meter) umfassende Privatbibliothek hinterließ Nenning der Gemeinde Waidring in Tirol, seinem letzten Wohnort. Nach erfolgter Katalogisierung ist sie dort seit 2012 öffentlich zugänglich.

## Auszeichnungen
- Goldenes Ehrenzeichen für Verdienste um die Republik Österreich (1952) (1966)
- Wilhelm-Dröscher-Preis (1993)
- Silbernes Ehrenzeichen für Verdienste um das Land Wien (1997)